# Alburnus atropatenae
Alburnus atropatenae är en fiskart som beskrevs av Berg 1925. Alburnus atropatenae ingår i släktet Alburnus och familjen karpfiskar. Inga underarter finns listade i Catalogue of Life.